# Католицька церква в Південній Кореї

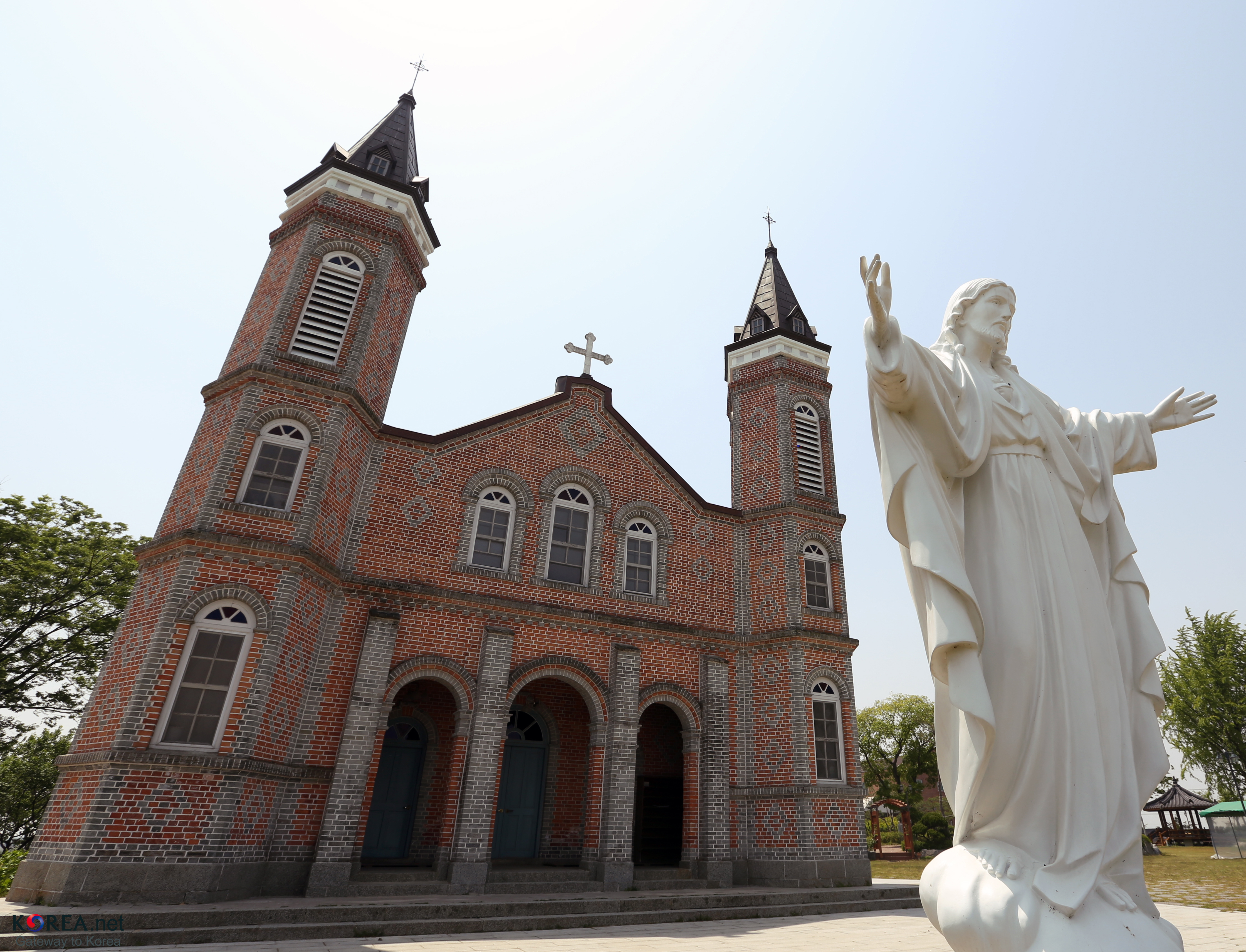
Будівля католицького костелу в Південній Кореї

Като́лицька це́рква в Півде́нній Коре́ї — друга християнська конфесія Південної Кореї. Складова всесвітньої Католицької церкви, яку очолює на Землі римський папа. Керується конференцією єпископів. Станом на 2004 рік у країні нараховувалося близько 4 377 000 католиків (8,86% від усього населення). Існувало 18 діоцезій, які об'єднували 1366 церковних парафій.  Кількість  священиків — 3211 (з них представники секулярного духовенства — 2672, члени чернечих організацій — 539), постійних дияконів — 0, монахів — 1472, монахинь — 8397.
У 2013 році кількість католиків збільшилась до 5.442.996 вірян, що склало 10,4% від кількості населення країни.
Станом на 2019 рік католики складали 11% населення країни, їх налічувалось 5,6 млн.

Діоцезії на Корейському півострові

## Історія
Католицизм  з'явився у Кореї порівняно недавно, у 17 столітті. За часів династії Чосон, з к. 18 століття,  католики зазнавали жорстоких переслідувань, за цей час було знищено більше 10 тисяч вірян. Репресії закінчилися тільки у 1886 році після підписання договору з Францією.
6 травня 1984 року в Сеулі Папою Іваном Павлом II було беатифіковано 102 мученика з Кореї.
У 2014 році Франциск І оголосив святими 125 корейських мучеників.
На виборах 10 квітня 2024 року до парламенту Південної Кореї було вибрано 80 католиків, або 27% від числа парламентарів, це рекордна кількість для країни.

## Діоцезії

### Провінція Сеул
- Архідіоцезія Сеул
- Діоцезія Чхунчхон
- Діоцезія Теджон
- Діоцезія Інчхон
- Діоцезія Сувон
- Діоцезія Ийджонбу
- Діоцезія Вонджу

### Провінція Кванджу
- Архідіоцезія Кванджу
- Діоцезія Чеджу
- Діоцезія Чонджу

### Провінція Тегу
- Архідіоцезія Тегу
- Діоцезія Андон
- Діоцезія Чхонджу
- Діоцезія Масан
- Діоцезія Пусан

### Особливі
- Військовий ординаріат Південної Кореї

Також на території Південної Кореї знаходяться ординарії діоцезій Північної Кореї, наприклад Апостольский Адміністратор діоцезії Пхеньян - архієпископ Сеула Петро Чон Сун Тхек.